# Offenbach am Main
Offenbach am Main er en tysk by med 118.770 indbyggere (pr. 31. december 2009).
Byen ligger ligger lige syd for floden Main i delstaten Hessen. Byen er i praksis sammenvokset med Frankfurt am Main, der ligger nordvest for Offenbach.
Offenbach har tidligere været berømt for sin lædervareindustri og som messeby, men er i dag mest kendt som industriforstad til Frankfurt.

## Bydele i Offenbach
| - 101 Zentrum - 102 Kaiserlei - 103 Hafen - 104 Nordend - 105 Westend - 106 Mathildenviertel - 107 Offenbach-Ost | - 211 Buchrain - 212 Senefelderquartier - 213 Lindenfeld - 214 Musikerviertel - 215 Buchhügel - 216 Bieberer Berg - 217 Lauterborn | - 318 Rosenhöhe - 319 Carl-Ulrich-Siedlung - 320 Tempelsee - 321 Bieber (indlemmet 1. april 1938) - 408 Waldheim - 409 Bürgel (indlemmet 1908) - 410 Rumpenheim (indlemmet 4. april 1942) |